# 1694 Kaiser
1694 Kaiser (1934 SB) là một tiểu hành tinh vành đai chính được phát hiện ngày 29 tháng 9 năm 1934 bởi H. van Gent ở Johannesburg (LS). Nó được đặt theo tên nhà thiên văn học Hà Lan Frederik Kaiser.